# Toison d'or (centre commercial)
Pour les articles homonymes, voir Toison d'or (homonymie).
Toison d'or est un centre commercial situé dans les quartiers Nord de Dijon, près de la rocade, dans le département de la Côte-d'Or.
Inauguré le 11 avril 1990, il est le plus grand centre commercial de l'agglomération ainsi que de la Bourgogne.

## Historique

### Édification

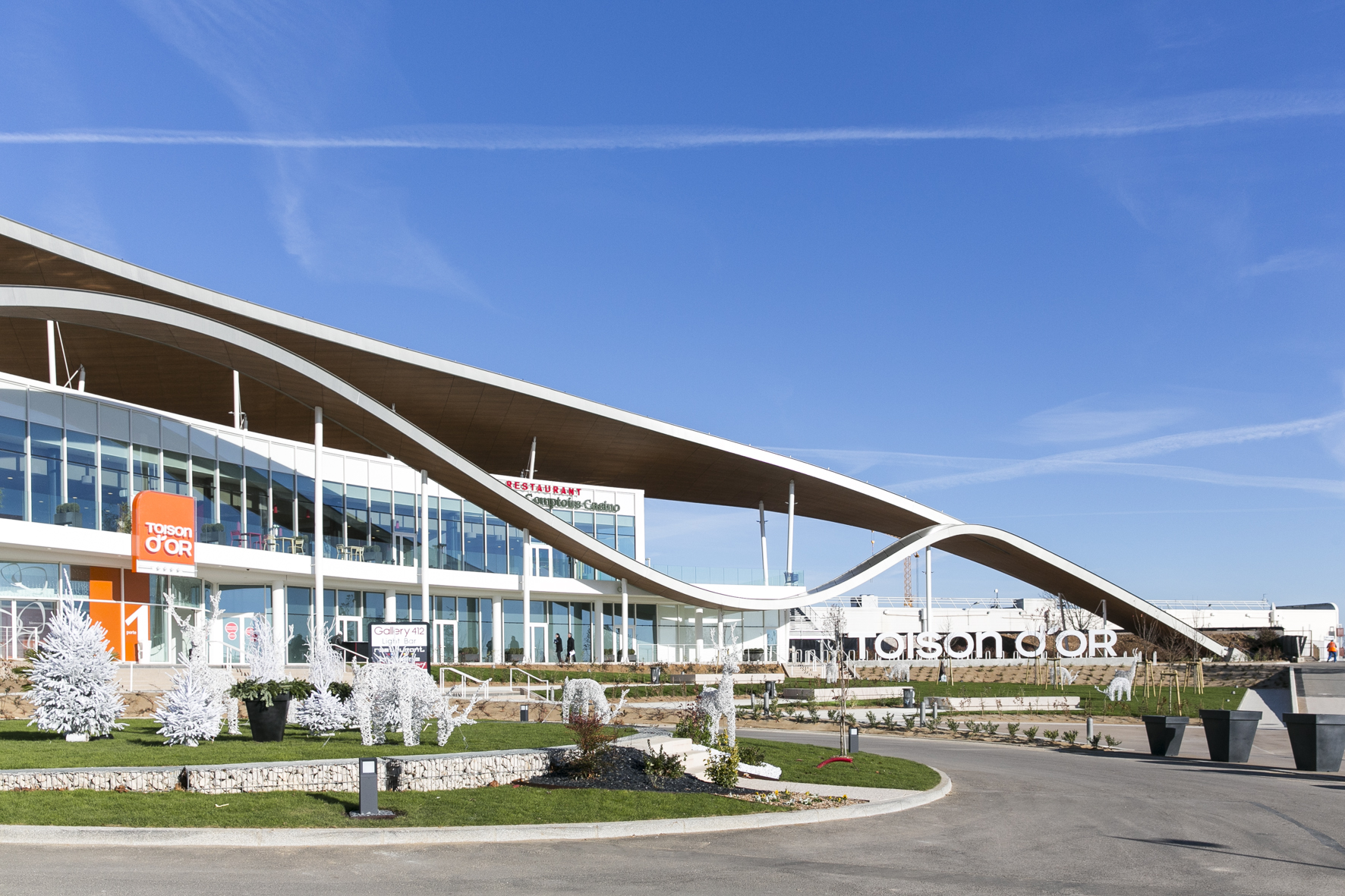
Place Marie de Bourgogne, 4e entrée via le tramway.

La création des quartiers de Pouilly et de Toison d'or est issue de la volonté de la municipalité d'urbaniser le nord de l'agglomération dijonnaise. Dès 1983, une réflexion est menée autour du processus de développement de ce quartier qui s'étendra sur plus de 250 hectares. 
À partir de Juillet 1988 la construction débute. Le 11 avril 1990 le centre commercial de la Toison d'or est inauguré, en même temps que le parc d'attraction du même nom.

### Extension

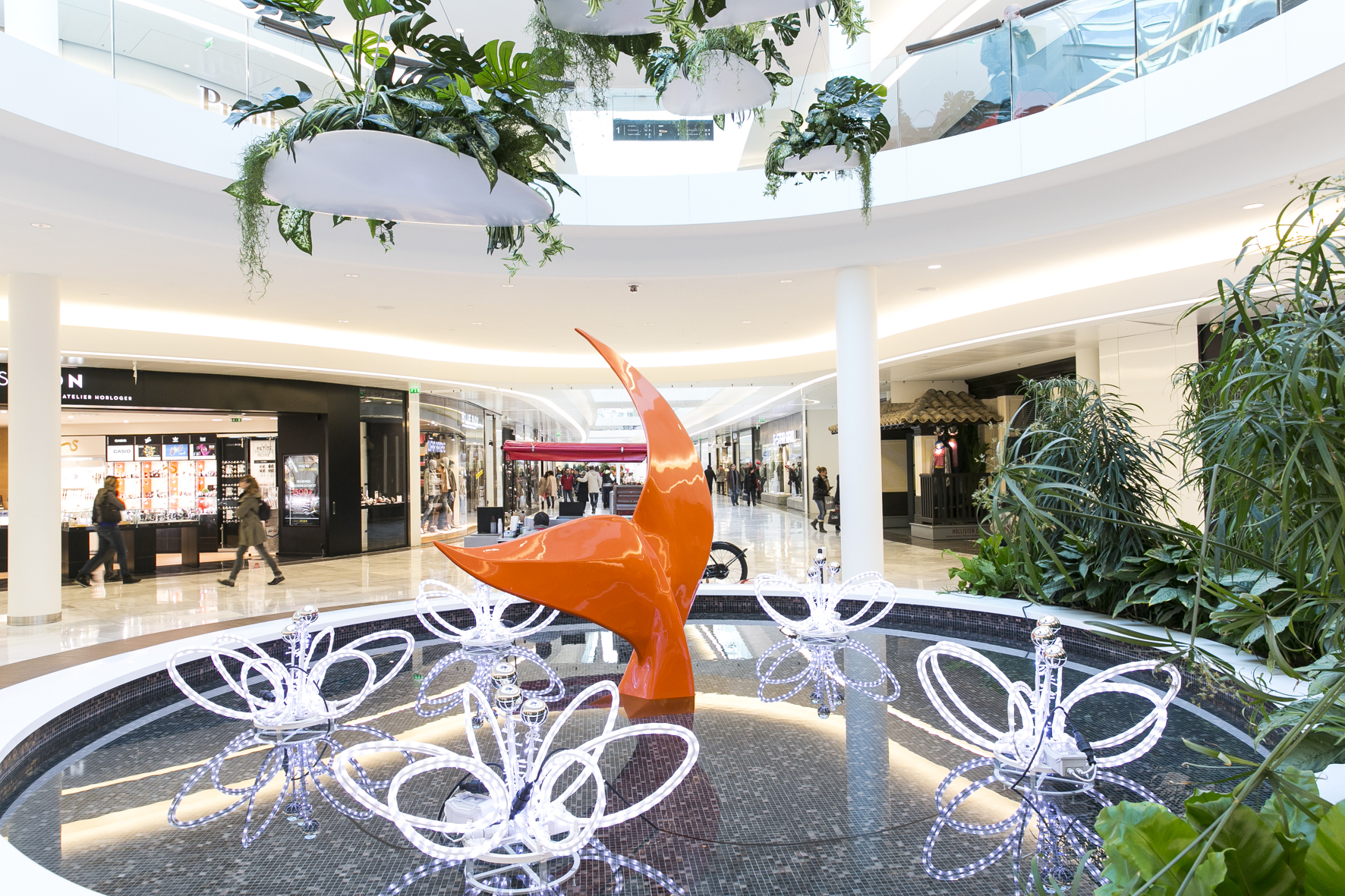
Place végétale.

En mai 2011, une réflexion est faite quant à une éventuelle extension de Toison d'or en 2013 pour moderniser le centre commercial, ce qui lui permettrait de gagner 10 400 m2 de superficie et d'accueillir neuf moyennes surfaces et quarante-sept boutiques supplémentaires, mais également une crèche. Cette extension intervient également du fait de la nouvelle desserte par le nouveau tramway, arrivée le 8 décembre 2012.
Le 9 mai 2012, le projet est dévoilé au grand public et une maquette du centre commercial rénové est exposée dans Toison d'or. L'extension proposant plus de 12 000 m2 de surface commerciale supplémentaire, en continuité directe avec la structure actuelle, obligeant la destruction de la piscine, est la création de François Ceria, un des architectes de la première version du centre. Elle a pour but de lutter contre le phénomène d’évasion commerciale vers Lyon, Troyes ou Paris. 
La place Marie-de-Bourgogne, restructurée et végétalisée, est désormais l'entrée principale de Toison d’or. Dans tout le centre, les entrées et les allées sont redessinées et agrandies pour favoriser la circulation, tandis que des espaces « détente » se tiennent le long du parcours. La nouvelle place principale, où se trouve un piano et des jeux d'eau, s’implante sur celle existante et accueille chaque jeudi des « minis-concerts ».
La nouvelle version de Toison d'or propose plus d'une cinquantaine de nouvelles boutiques, portant leur nombre total à 160. Des enseignes nationales et internationales, qui n’existaient pas en Bourgogne, apparaissent dans Toison d'or.
Par ailleurs, différents moyens de transports permettent de desservir le centre. Ainsi, le parc de stationnement sera agrandi à 3 700 places dont 440 pour les deux-roues, et un nouvel abri pour les vélos, en s'étendant jusqu’à la place Marie-de-Bourgogne. L'arrivée du tramway à Dijon permet la réalisation d'un arrêt « Toison d'or » vers la nouvelle entrée (l'arche de l'extension surplombant les rails) et le transport de plus d'un million de personnes. 
Les travaux extérieurs ont débuté en juin 2012, tandis que les travaux intérieurs ont commencé en septembre 2012. L'inauguration de cette nouvelle version du centre commercial de Toison d'or s'est déroulée le 30 octobre 2013.

## Caractéristiques
- Superficie totale : 78 000 m2[2]
- Nombre de boutiques : 160 boutiques dont une grande surface (Carrefour), onze moyennes surfaces, une dizaine d'enseignes exclusives, dix-neuf restaurants, bars et cafés et le plus grand hôtel 4 étoiles de Bourgogne (Hôtel Holiday Inn Toison d'or)[2]
- Parc de stationnement : 3 700 places de stationnement (dont 1 500 places couvertes) avec des places Familles, des bornes de recharge électrique, du lavage auto et des stations de gonflage.

## Accès

### Transports en commun
Ce site fut desservi jusqu'en décembre 2012 par les lignes de bus (« lianes ») L2 et L6, ainsi que la ligne B23. Le 8 décembre 2012, les lignes L2 et B23 ont été remplacées par la ligne de tramway T2. La ligne L6 reste en place et s'ajoute l'extension de la ligne F40 depuis le 3 septembre 2012. Depuis février 2014, les visiteurs peuvent accéder au centre commercial via la LiNo (Liaison Intercommunale Nord-Ouest de Dijon) et depuis octobre 2015 par l'échangeur Écopôle Valmy-Zénith sur la rocade M274. Depuis le 28 août 2023 la nouvelle ligne ligne L9 rallie également le centre commercial.
- Transports en commun : réseau de bus Divia,     L    6  ,     L    9   et     F   40 .
- En tramway : la ligne     T    2  .

### Routier
Prendre la direction « Dijon-Nord », soit par l'intermédiaire du boulevard périphérique de Dijon ou en traversant la ville.

## Galerie

Photos avant la rénovation
Panorama du centre commercial depuis le parc de stationnement.
Le centre aquatique est détruit afin d'accueillir l'extension.
L'entrée ouest deviendra l'entrée principale, desservie par le tramway.
Vue du centre commercial.

Photos après la rénovation
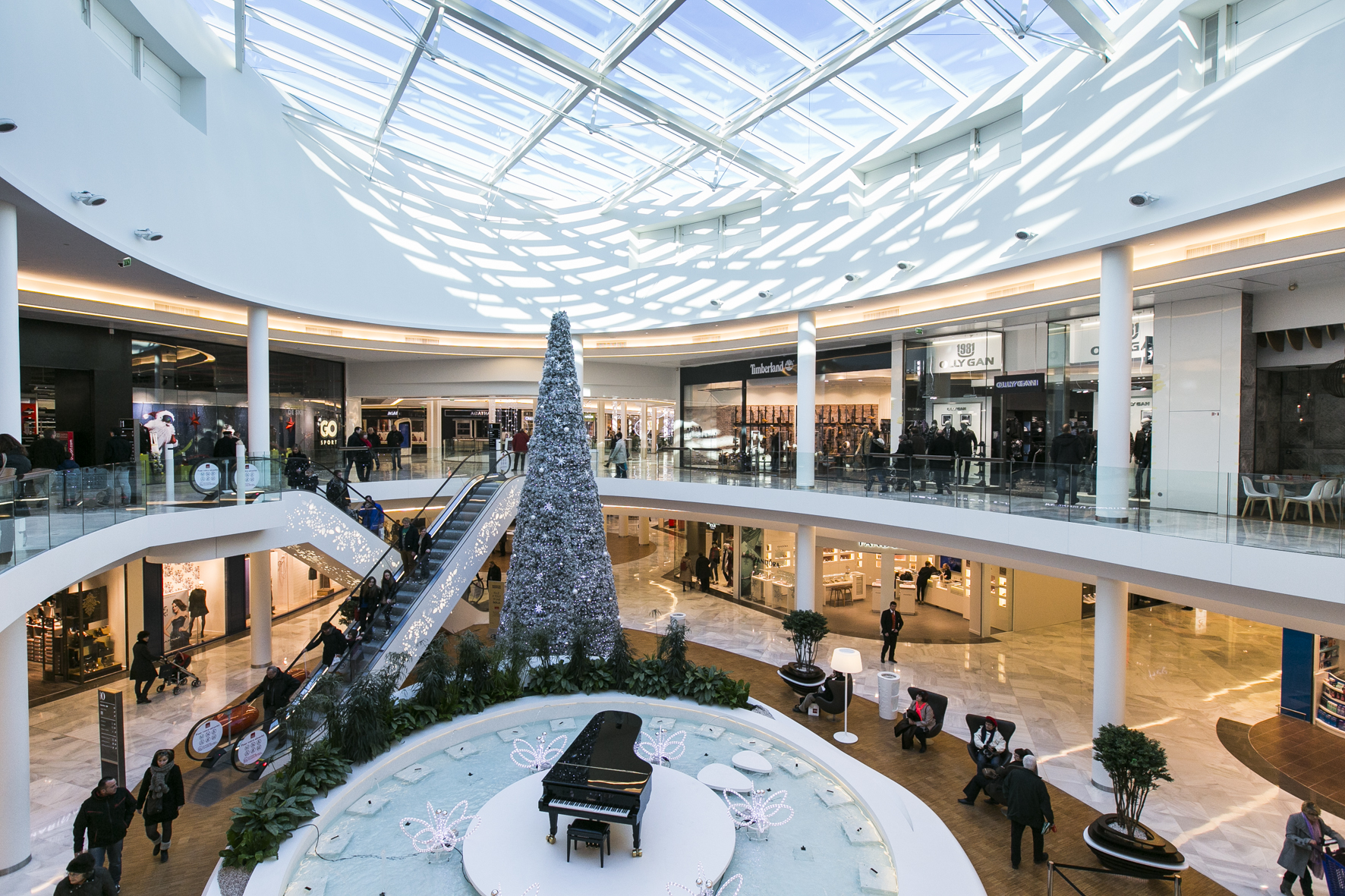
Sapin de Noël Toison d'or.
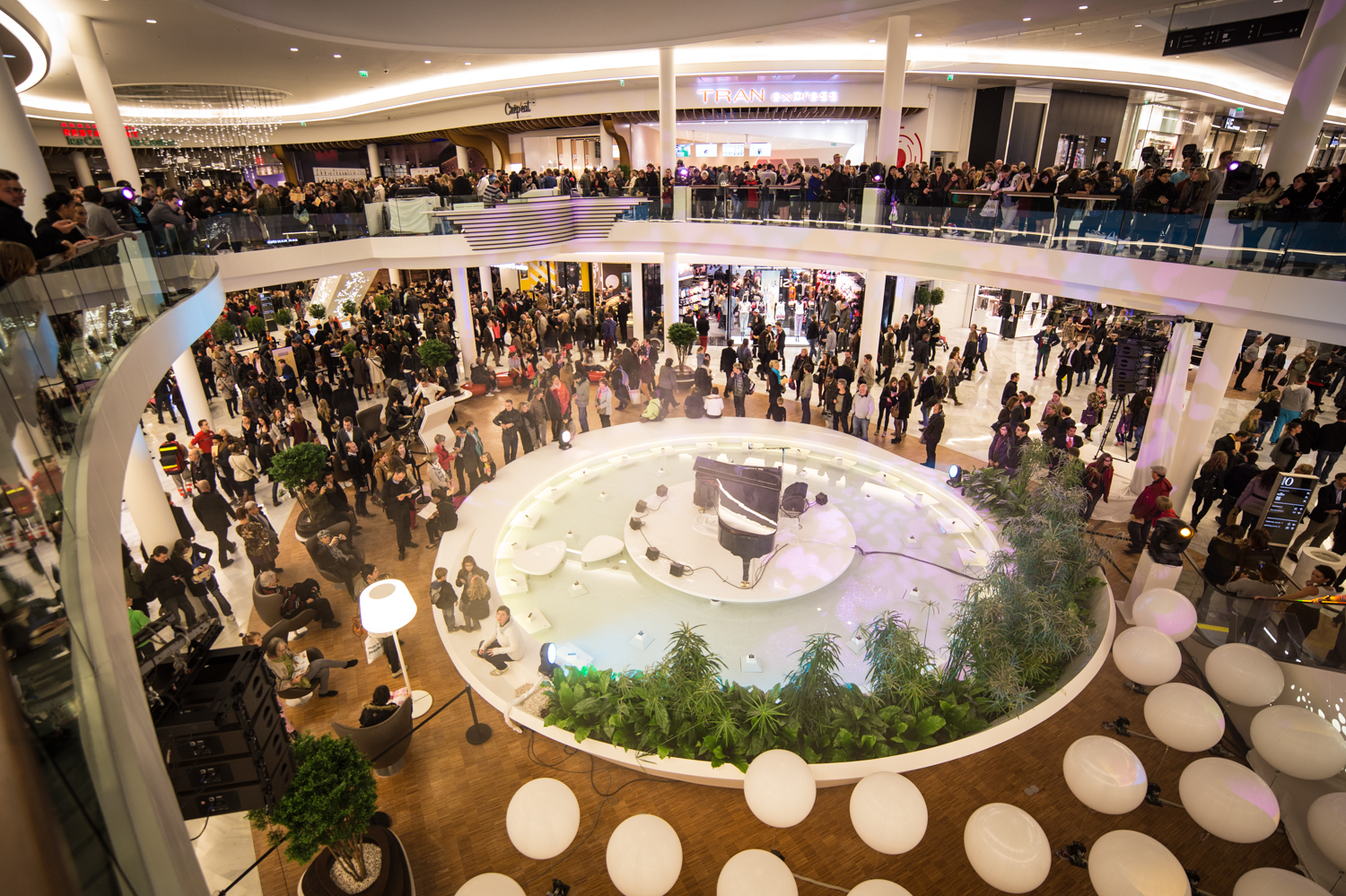
Soirée d'inauguration le 30 octobre 2013 Toison d'or.
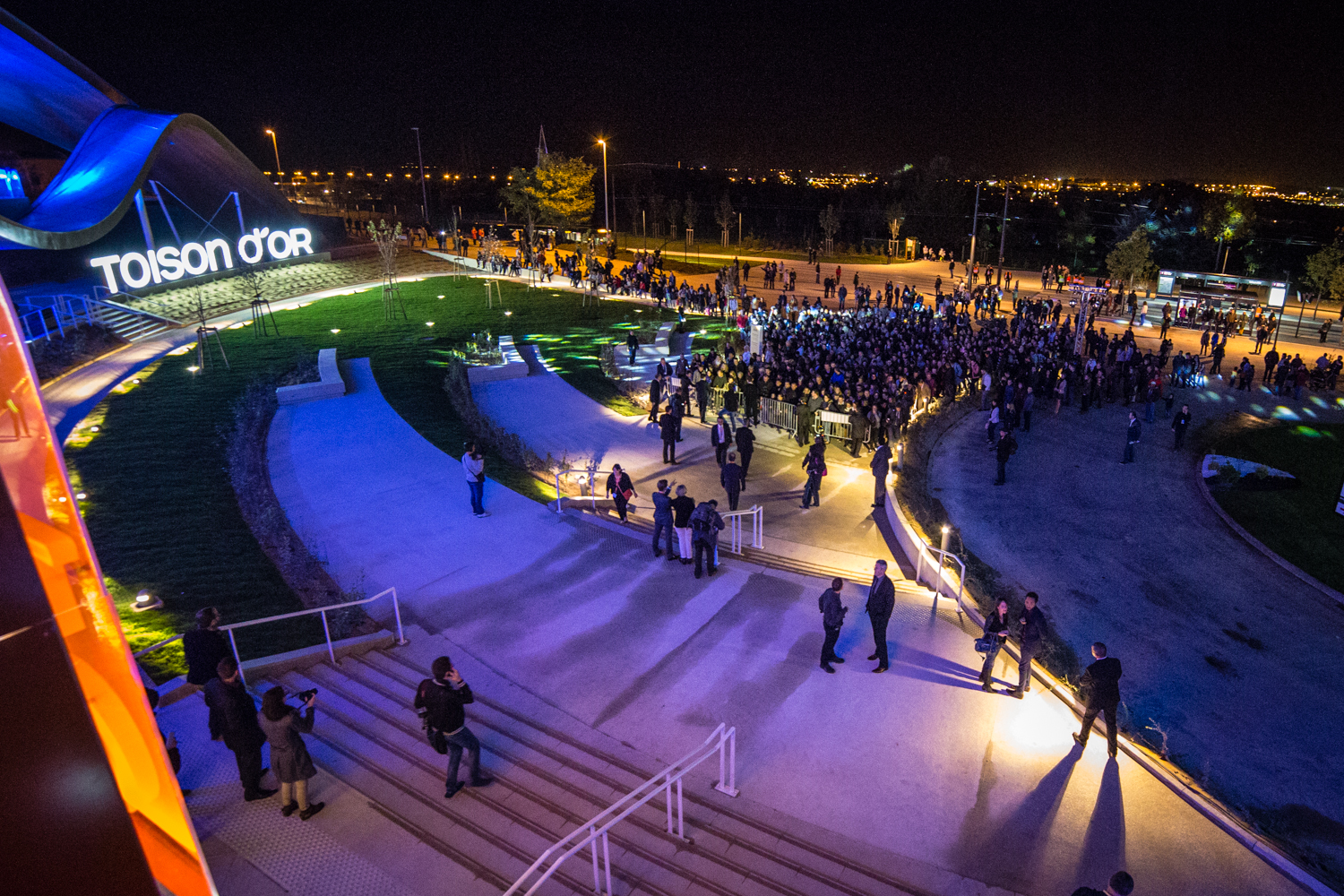
Soirée d'inauguration du 30 octobre 2013 Toison d'or.